# Claes Rålamb (1750–1826)
Claes Rålamb , född 1 november 1750, död 30 november 1826, var en svensk friherre, hovstallmästare, ståthållare, direktör för kungliga operan, överhovstallmästare och en av rikets herrar.

## Biografi
Claes Rålamb var son till kammarherre, lagman och landshövdingen Hans Rålamb (1652–1712) till Högsjögård i Vingåker, och Catharina (Carin) Magdalena Boij.
Rålamb befordrades i armén till löjtnant 1769 och blev beridare vid hovstallet 1770, hovjunkare och understallmästare 1772 samt hovstallmästare hos drottningen 1774 och hos kungen 1792. Han gifte sig 1781 med sin tidigt föräldralösa, då ännu ej 19-åriga avlägsna släkting Maria Sophia Rosenstierna, som var hovfröken hos hertig Karls gemål och uppges ha varit dennes älskarinna åtminstone 1778-1779, men hon dog efter endast några månaders äktenskap.
Då hertigen efter Gustav III:s död 1792 blev regent, gjorde han Rålamb till Eric Ruuths efterträdare som ståthållare på Drottningholms, Svartsjö, Ulriksdals, Karlbergs och Haga slott och till Gustaf Mauritz Armfelts efterträdare som förste direktör över Kunglig Majestäts hovkapell och spektakler, nuvarande Kungliga Operan. Han har beskrivits en av de mest passiva och uppgivna direktörer Kungliga teatern någonsin haft och har karakteriserats som en glad sällskapsbroder och stor goddagspilt. Redan 1798 avgick han från direktörskapet för teatern. 
Rålamb användes också av hertig Karl som ett slags spion "för att utforska nyheter på alla områden", vilket han utförde "nitiskt och raskt samt med mycken takt och urskillning," fastän han var "ganska inskränkt" och inte tog några egna initiativ. 
1796 befordrades han till l:e hovstallmästare och var i hertigens och Reuterholms följe på Gustav IV Adolfs friarfärd till S:t Petersburg. Timmarna före Gustav IV Adolfs arrestering 13 mars 1809 hjälpte Rålamb denne med förberedelserna för den planerade flykten. 
Sedan hertig Karl några månader senare blivit kung Karl XIII, blev den i jämförelse med många andra släktmedlemmar relativt obetydlige Rålamb den förste och ende serafimerriddaren i sin släkt. Hans tredje hustru, presidenten och riksrådet greve Carl Wilhelm von Dübens dotter Ulrica Eleonora, som misstänktes för att ha sedermera riksståthållaren Carl Mörner som älskare, utpekades 1817 som delaktig i påstådda konspirationer mot kronprinsen Karl Johan, men Rålamb befordrades några månader efter dennes tronbestigning 1818 till överhovstallmästare och blev 1824 en av rikets herrar.

## Familj
Gift 1) med Maria Sophia Rosenstierna, gift 2) med Charlotta Augusta Adlerfelt, dotter till sista manlige medlemmen i friherrliga ätten Adlerfelt på svärdssidan, Carl Adlerfelt, och gift 3) med Ulrica Eleonora von Düben, dotter till Joachim von Düben den yngre.
I sitt andra gifte fick Claes Rålamb sonen friherre Claes Hans Rålamb (1784–1867), vilken befordrades till löjtnant 1803 och var kammarherre hos drottningen 1808–1811, landshövding i Stockholms län 1830–1842, riksgäldsfullmäktig 1834–1842 samt ledamot av fattigvårdskommittén 1837 och av hemmansklyvningskommittén 1838–1839. Med honom dog släktens äldre gren ut på manssidan, men en av hans döttrar levde ända till 1900.